# ایوان دوبرونراووف
ایوان دوبرونراووف (روسی: Иван Фёдорович Добронравов؛ زادهٔ ۲ ژوئیهٔ ۱۹۸۹) هنرپیشه اهل روسیه است. وی از سال ۲۰۰۱ میلادی تاکنون مشغول فعالیت بوده‌است.
از فیلم‌ها یا برنامه‌های تلویزیونی که وی در آن نقش داشته‌است می‌توان به بازگشت اشاره کرد که در آن شخصیت ایوان را ایفا می‌کرد.